# Agrado
Agrado é um município da Colômbia, localizado no departamento de Huila.